# Église Notre-Dame de Gouberville
Pour les articles homonymes, voir Église Notre-Dame.
L'église Notre-Dame de Gouberville est un édifice catholique, de la première moitié du XIIIe siècle, remaniée à différentes époques, qui se dresse sur le territoire de l'ancienne commune française de Gouberville, dans le département de la Manche, en région Normandie. L'édifice est inscrit au titre des monuments historiques.

## Localisation
L'église est située en position isolée, au bord de la route départementale 116 qui sépare Gouberville en deux, au sein de la commune nouvelle de Vicq-sur-Mer, dans le département français de la Manche.

## Historique
(octobre 2021).
L'église est sous le vocable de Notre Dame. Le droit de présentation appartenait au seigneur de la paroisse. Suivant le Livre noir (1251-1274), le patron était Godefroy de Gouberville. Le curé percevait les revenus, possédait un manoir et environ trois vergées de terre en aumône, recevait trois quartiers de froment du moulin du Gué, deux autres ailleurs, neuf pains, neuf gelines et quarante œufs. La cure valait 54 livres.
Un siècle plus tard, le Livre blanc (1347-1370) mentionne Guillaume de Gouberville comme patron. Le recteur ou curé percevait toutes les dîmes d'église, jouissait d'un presbytère et touchait 40 sous de rente. L'église était taxée 54 livres. Le plus ancien curé de Gouberville, dont le nom soit parvenu jusqu'à nous, est Nichole de Gouberville, cité en 1360, sous le titre de personnat. Après ce curé, on trouve Simon de Couvert, fils de Guillaume et de Alexis Picot sœur de Guillaume seigneur de Russy. Il occupait la cure dès 1407. Son successeur fut André ou Andrieu Picot, fils de Guillaume seigneur de Gouberville. Son petit neveu Jehan Picot, seigneur temporel de Russy, Houtteville et autres lieux, fils aîné de Guillaume et de Tassine, obtint la cure de Gouberville, de même que celle de Russy en Bessin et de Manesqueville dans le diocèse d'Évreux. Ses visites à Gouberville étaient assez rares. C'est Jehan Michel son vicaire qui gouvernait la paroisse à sa place. Celui-ci mourut le 11 septembre 1560. Gaspard Troude qui était vicaire avant Jehan Michel prit possession du bénéfice de la cure le 22 août 1561. En 1603 et 1614 les archives du château de Saint-Pierre-Église désignent Michel Tardif comme curé de Gouberville. Jacques Lefaut écuyer continua l'office de Michel Tardif, il fut « ensépulturé » au chœur de l'église le 26 août 1634. Il fut remplacé par Noël Caubrière, originaire de Tamerville où il retourna mourir après avoir démissionné. En 1658, Étienne Benoit était curé de Gouberville. Le 6 octobre 1667, il préside la réunion des habitants pour qu'ils renoncent au rachat de leurs droits sur l'étang de Gattemare. En 1670 c'est Noël Dallet qui occupait la paroisse. Il y resta deux ans et fut nommé notaire apostolique du Saint-Siège. Jean Dallet son frère lui succéda en 1672 et fut lui-même remplacé par messire François Marie de Crosville curé du Mesnil-au-Val qui administra la paroisse jusqu'en 1682.
Jean Deny fut installé curé à Gouberville en 1683. L'église était en piteux état. Le curé en dirigeait la restauration. En 1688, il fit mettre une porte de chêne à la tour. En 1689, il fit construire une contretable, établir une sacristie derrière l'autel et fermer le sanctuaire. En 1699, il fit refondre et augmenter la cloche. En 1702, deux contretables et une chaire furent placés dans la nef, le grand autel décoré, des bancs confectionnés et le chœur clos par une grille. Foucault maître des requêtes dans son mémoire, compte 72 taillables et quatre pauvres à Gouberville.
À la mort de Deny survenue 6 août 1703, la cure est donnée à Jean Vastel jusqu'à sa mort le 19 mars 1712, âgé de 42 ans. Le nouveau curé, Messire Nicolas Le Poittevin continue les travaux de l'église. Il relève le presbytère, situé en face, en 1720, bâtit la sacristie en 1746, lambrissa et blanchit la nef en 1753. Il fit rétablir la côtière de la nef et la couverture au midi en 1758. De 1767 à 1770, le cimetière fut clos de murs, des marches en pierre de taille et une grille furent placées à l'entrée. Nicolas Le Poittevin s'éteignit à l'âge de 85 ans, le 4 mars 1770. Les travaux coûtèrent 349 livres et 10 sols. Le Poittevin avança 207 livres.
C'est M. Antoine Bon Nicolas Lescellière de Néville qui lui succéda. Avec l'argent, 2 200 livres, qui restait de son prédécesseur, il mit en état le presbytère et ses dépendances et fit construire un logement pour les domestiques. Toutefois, la tour restée inachevée depuis le XIIIe siècle et la cloche à découvert, le curé s'engagea à construire un clocher en coupole de 60 pieds. En 1780, l'ouvrage était terminé. Les lambris de la nef furent peints, le comble refait à neuf et en excellent chêne. La Révolution arriva, M. Lescellière et son vicaire Jean Christophe Tison qui était maire de Gouberville furent mis en demeure de prêter le serment schismatique, ils refusèrent, ainsi que Thomas Augustin Lebrun, prêtre obitier. Jacques François Boitel vicaire de Maupertus fut élu curé constitutionnel par le conseil municipal le 5 juin 1791. Malgré Boitel, Thomas Auguste Lebrun fut autorisé par la municipalité à dire des messes tous les dimanches. La cure de Gouberville fut supprimée et la paroisse annexée à celle de Néville. La persécution religieuse s'accentuant, la Terreur arriva et l'église fut saccagée, l'argenterie confisquée, les meubles mis à l'encan et le presbytère vendu. Le propriétaire le rendit plus tard à la commune contre échange. Après la Terreur, les prêtres assermentés purent seuls revenir et l'église fut rouverte et consacrée de nouveau au culte catholique par le citoyen François Mangon, accompagné de M. Jourdan de Brillevast et de M. Levautre desservant à Néville, ceci en attendant la rentrée du pasteur légitime, M. Poisson délégué des pouvoirs du diocèse.
François Mangon dit la Croute et M. Le Brun célébraient alternativement les offices à l'église chacun leur semaine, suivant les ordres de la municipalité. En 1803, après le concordat, M. Lescellière, ancien curé, fut nommé desservant de Gouberville, qui demeura jusqu'en 1820 annexe de Néville. Suivant le mandement de l'évêque de Coutances, l'église de Gouberville fut mise en possession de M. François Mangon prêtre de Tocqueville. M. Mangon resta comme desservant de Gouberville jusqu'en 1818. Il eut pour successeur M. Jean Baptiste Lebrettevilois ancien vicaire d'Alleaume. En juillet 1822, un menuisier de Valcanville, un certain Aubin, construit une tribune, agrandit au milieu du XIXe siècle, et sculpte et met en place le maître autel qui sera ensuite doré par Lerouge. Lebrettevilois fut remplacé en 1823 par un vicaire de Réville M. Lecœur. Après une longue maladie, celui-ci termina sa carrière le 23 juillet 1831. C'est M. Thin, prêtre de Saint-Vaast, qui prit sa succession après avoir été son coadjuteur. Il décéda le 13 janvier 1842. Après lui vint M. Meslin, né à Néhou et vicaire à Picauville. Ce curé travailla beaucoup pour son église. Il expira le 28 septembre 1863. Sur sa demande, la cure fut donnée le 15 novembre 1863 à M. Jacques Joseph Leclère. Ce dernier sollicita sa retraite au mois de juillet 1874. C'est Jean Baptiste Lecuyer qui prit possession de la cure de Gouberville le 18 août 1874. Durant sa cure, de grands travaux de l'église furent entrepris. Pour raisons de santé, M. Lecuyer se résigna à quitter ses fonctions au mois d'octobre 1889. M. Alexandre Jean Léonard Emmanuel Letournel lui succéda. Son mandat fut de courte durée. Il succomba le 1er avril 1889. Le 12 juillet 1889, c'est Clément Branthôme qui le remplacera.

## Description
De l'édifice primitif de la première moitié du XIIIe siècle, il subsiste le pignon ouest avec le portail, ainsi que les trois fenêtres du chevet, et celle à la base de la tour,. D'après M. du Moncel, ces ouvertures datent de l'édifice d'origine. Depuis, tout a été remanié ou reconstruit sous les différents curés qui se sont succédé. Les murs latéraux (côtières), du XIIIe siècle, ont été repercés au milieu du XIXe siècle de fenêtres plus grandes. Son clocher, puissante tour du XIIIe siècle, est terminé par une coupole polygonale en pierre construite en 1780 en reprise sur le toit à bâtière.
La voûte du chœur a été refaite en 1876 et 1877 en style gothique du XIVe siècle.
Dans le cimetière, cloche ancienne déposée.

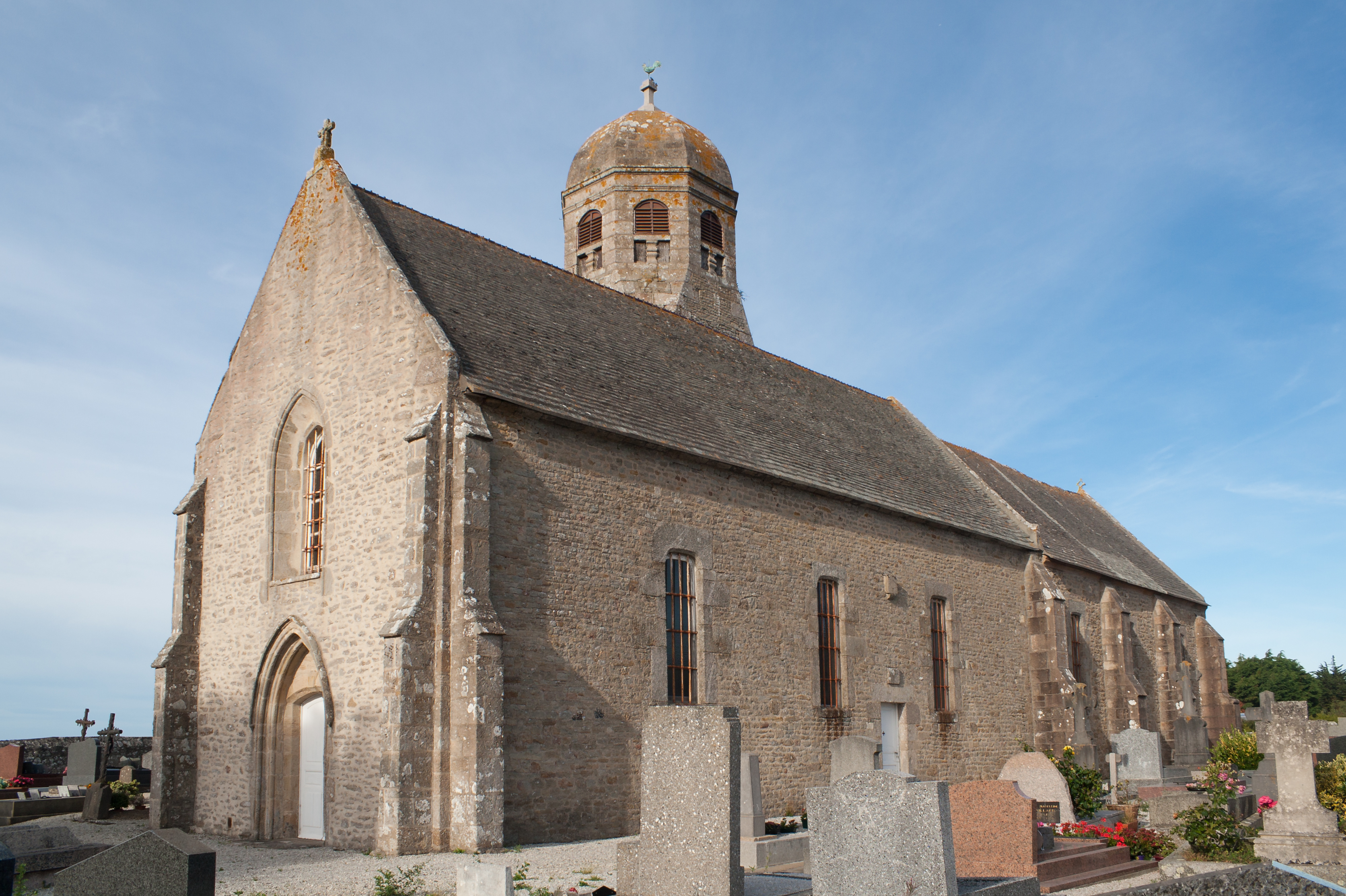
Vue du sud-ouest.
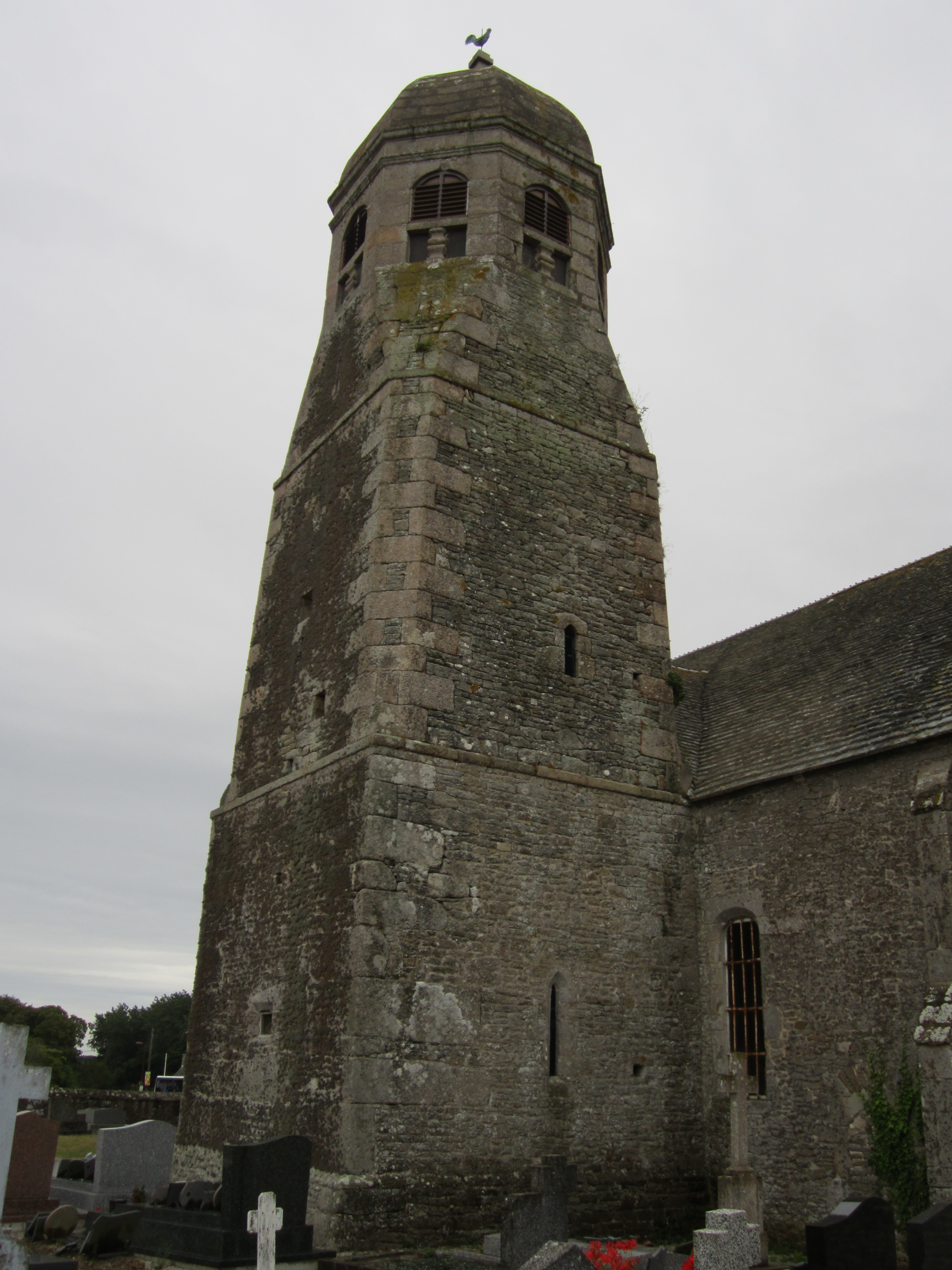
Le clocher.

## Protection
L'église est inscrite au titre des monuments historiques par arrêté du 7 avril 1975.

## Mobilier
L'église abrite une perque (poutre de gloire) du milieu du XIXe siècle ainsi qu'un grand luminaire du chœur de style néogothique (XIXe siècle) probablement contemporain de la réfection des voûtes. Dans la nef, belle chaire. Les tableaux du chemin de croix ont été offerts en 1874 par la comtesse d'Aigneaux qui avait fait don de 200 francs. L'autel saint Joseph est bâti en 1878, et les fonts baptismaux datent du XVIe siècle.